# كأس الأمير 1965–66
أقيمت بطولة كأس الأمير الخامسة في موسم 1965/1966، وقد ارتفع عدد الفرق المشاركة فيه إلى 11 فريق.

## الفرق المشاركة
- نادي التضامن الكويتي
- نادي النصر الكويتي
- نادي العربي الكويتي
- نادي خيطان
- نادي السالمية
- نادي الشباب الكويتي
- نادي القادسية الكويتي
- نادي الكويت
- نادي اليرموك
- نادي كاظمة
- نادي الفحيحيل

## الدور التمهيدي
- نادي التضامن الكويتي × نادي النصر الكويتي (1:4)
- نادي العربي الكويتي × نادي خيطان (0:3)
- نادي السالمية × نادي الشباب الكويتي (2:4)

## الدور الربع نهائي
- نادي الكويت × نادي التضامن الكويتي (0:4)
- نادي العربي الكويتي × نادي كاظمة (0:6)
- نادي السالمية × نادي القادسية الكويتي (0:1)
- نادي الفحيحيل × نادي اليرموك (2:3)

## الدور النصف النهائي
- نادي العربي الكويتي × نادي الكويت (0:2)
- نادي السالمية × نادي الفحيحيل (2:3)

## النهائي
- نادي العربي الكويتي × نادي السالمية (0:2)

سجل أهداف العربي :
- مرزوق سعيد
- حسن ناصر

## هداف البطولة
- محمد يوسف برصيد 3 أهداف.